# Roberto Tremelloni
Roberto Tremelloni (né à Milan le 30 octobre 1900  et mort à Brunico le  8 septembre 1987) est un économiste, universitaire, homme d'affaires et homme politique socio-démocrate  italien . Il a servi dans différents cabinets ministériels d'Italie .

## Biographie
Roberto Tremelloni est né à Milan le 30 octobre 1900. Il est titulaire d'un diplôme en sciences économiques et commerciales obtenu à Turin en 1926 
Roberto Tremelloni était conférencier en économie politique à l'Université de Genève. En 1930, il est devenu professeur d'économie et de gestion d'entreprise à École polytechnique de Milan. Il a cofondé le Il Sole 24 Ore publié pour la première fois le 15 février 1933 . En 1937, il réalise une étude sur l'industrie textile italienne. Il est devenu président de l'« Istituto per le Relazioni Pubbliche  », fondé à Milan en 1952 .
Roberto Tremelloni était le chef du Parti socialiste italien puis des sociaux-démocrates. et député au parlement italien. Dans les années 1950, il dirigea, avec Ezio Vigorelli, la commission d'enquête du Parlement sur les problèmes de la pauvreté et du chômage. Son premier poste ministériel est celui de ministre des finances au sein du gouvernement de coalition dirigé par Mario Scelba formé le 10 février 1954. 
Il a ensuite été ministre du Trésor du 21 février 1962 au 20 juin 1963, ministre des Finances du 4 décembre 1963 au 21 juillet 1964 et du 22 juillet 1964 au 22 février 1966 et ministre de la Défense du 23 février 1966 au 23 juin 1968. Il était également membre du conseil d'administration de la Banque européenne d'investissement lorsqu'il était ministre du Trésor. De 1963 à 1968, il a siégé au Sénat italien. 
Tremelloni est décédé d'une crise cardiaque dans un hôpital de Brunico le 8 septembre 1987 